# Peter Evans (Schwimmer)
Peter Maxwell Evans (* 1. August 1961 in Perth) ist ein ehemaliger australischer Schwimmer. Er gewann bei Olympischen Spielen eine Goldmedaille und drei Bronzemedaillen, bei Commonwealth Games erhielt er je eine Gold- und Bronzemedaille.

## Karriere
Peter Evans ist der Sohn des Unternehmers und Politikers Max Evans. Er nahm 1979 erstmals an den australischen Meisterschaften teil und belegte den zweiten Platz über 200 Meter Brust hinter Lindsay Spencer. Im Jahr darauf gewann er den Meistertitel über 100 Meter Brust und qualifizierte sich auf beiden Bruststrecken für die Olympischen Spiele 1980 in Moskau. Bei den olympischen Schwimmwettbewerben erreichte Evans mit der viertschnellsten Zeit das Finale über 100 Meter Brust. Im Finale siegte der Brite Duncan Goodhew vor dem für die Sowjetunion startenden Arsens Miskarovs. Dahinter schlug Evans als Dritter an und hatte dabei vier Hundertstelsekunden Vorsprung vor Alexander Fedorowski, dem zweiten Schwimmer aus der sowjetischen Mannschaft. Zwei Tage nach dem Finale wurde die 4-mal-100-Meter-Lagenstaffel ausgetragen. Mit der schnellsten Vorlaufzeit erreichte die sowjetische Staffel das Finale vor der australischen Staffel, für die im Vorlauf Glenn Patching, Peter Evans, Mark Tonelli und Neil Brooks antraten. Im Finale schwammen für die Sowjetunion vier Schwimmer, die im Vorlauf nicht dabei waren. Bei den Australiern wurde lediglich Mark Kerry für Glenn Patching eingewechselt. Im Endlauf übernahm Evans als Vierter und übergab als Zweiter, wobei er schneller schwamm als Miskarovs und Goodhew. Im Ziel siegten die Australier mit 0,22 Sekunden Vorsprung vor der sowjetischen Staffel, die britische Staffel erhielt die Bronzemedaille. Zwei Tage nach dem Staffelfinale fanden die Vorläufe über 200 Meter Brust statt, Evans verpasste als Zwölfter der Vorläufe den Finaleinzug um fast dreieinhalb Sekunden.
1982 nahm Evans an den Weltmeisterschaften in Guayaquil teil. Er belegte den fünften Platz über 100 Meter Brust und den zwölften Platz über 200 Meter Brust. Bei den Commonwealth Games 1982 in Brisbane siegte über 100 Meter Brust der Engländer Adrian Moorhouse vor dem Kanadier Victor Davis. 0,3 Sekunden hinter Davis schwamm Peter Evans zur Bronzemedaille. Über 200 Meter Brust belegte Evans den vierten Platz. Die australische Lagenstaffel mit David Orbell, Peter Evans, Jon Sieben und Neil Brooks gewann die Goldmedaille vor den Engländern und den Schotten. Peter Evans studierte mittlerweile an der University of Arizona und erkämpfte 1983 die Bronzemedaille über 100 Meter Brust bei der Universiade in Edmonton.
1984 bei den Olympischen Spielen in Los Angeles erreichte Evans das Finale über 100 Meter Brust mit der zweitschnellsten Vorlaufzeit. Im Finale siegte Steve Lundquist aus den Vereinigten Staaten vor Victor Davis. Eine Sekunde hinter Davis schlug Evans als Dritter an. Über 200 Meter Brust qualifizierte sich Evans zwar für das B-Finale, trat aber nicht an. Die australische Lagenstaffel erreichte in der Besetzung Mark Kerry, Peter Evans, Jon Sieben und Neil Brooks das Finale mit der schnellsten Zeit der Vorläufe. Im Finale lag die australische Staffel nach Kerry und Evans mit einer halben Sekunde Rückstand auf die Kanadier auf dem dritten Platz. Glenn Buchanan auf der Schmetterlingslage verlor 67 Hundertstelsekunden auf die Kanadier. Auf der Schlussstrecke schwammen Rowdy Gaines aus den Vereinigten Staaten und der Australier Mark Stockwell zeitgleich am schnellsten. Die US-Staffel siegte mit fast vier Sekunden Vorsprung vor den Kanadiern, zwei Hundertstelsekunden hinter den Kanadiern schlugen die Australier an und bekamen die Bronzemedaille. Im Gegensatz zu 1980 erhielten 1984 erstmals auch die nur im Vorlauf eingesetzten Schwimmer eine Medaille. 1985 nahm Evans noch einmal an der Universiade teil, konnte aber keine Medaille erkämpfen. Für die Commonwealth Games 1986 qualifizierte er sich nicht mehr.
Evans graduierte 1985 an der University of Arizona. 1986 kandidierte er für Liberal Party of Australia für das Parlament von Western Australia, unterlag aber dem Kandidaten der Labour Party. Nach einigen Reisen, bei denen er die internationalen Finanzmärkte studierte, gründete er eine Investmentfirma.